# كيث مكدونالد
كيث مكدونالد (بالإنجليزية: Keith McDonald)‏ هو لاعب كرة قاعدة أمريكي، ولد في 8 فبراير 1973 في يوكوسوكا في اليابان.

## وصلات خارجية
- كيث مكدونالد على موقعبيزبول رفرنس.كوم (الدوري الرئيسي) (الإنجليزية)